# Župnija Ljubečna
Župnija Ljubečna je rimskokatoliška teritorialna župnija dekanije Celje - Nova Cerkev škofije Celje.

## Zgodovina
Z odlokom Mariborske škofije z dne 20. julija 1975 je bila na delu območja župnije Vojnik ustanovljena župnija Ljubečna.
Do 7. aprila 2006, ko je bila ustanovljena škofija Celje, je bila župnija del celjskega naddekanata škofije Maribor.
Do reorganizacije nadekanatov in dekanij Škofije Celje dne 1. septembra 2021, je bila župnija sestavni del Dekanije Nova Cerkev.
Župnijo Ljubečno oskrbujejo salezijanci iz Don Boskovega centra v Celju
Župnijo Ljubečna oskrbujemo salezijanci iz DON BOSKOVEGA CENTRA V CELJU. Naslov je: DON BOSKOV TRG 1; 3000 CELJE.

## Sakralni objekti
Župnijska cerkev je cerkev sv. Jožefa delavca, zgrajena leta 1971.